# Silao Malo
Silao Malo (30 de diciembre de 1990) es un futbolista samoano que juega como delantero en el Vaimoso.

## Carrera
En 2011 comenzó a jugar en el Kiwi FC, aunque dejaría el club en 2013 para pasar al Lupe ole Soaga. En 2016 firmó con el Vaimoso SC, aunque ese mismo año regresaría al Kiwi para disputar la Liga de Campeones de la OFC. Al término del torneo, se reintregró al Vaimoso.

### Clubes
| Club           | País  | Año             |
| -------------- | ----- | --------------- |
| Kiwi FC        | Samoa | 2011 - 2013     |
| Lupe ole Soaga | Samoa | 2013 - 2015     |
| Vaimoso SC     | Samoa | 2015 - 2016     |
| Kiwi FC        | Samoa | 2016            |
| Vaimoso SC     | Samoa | 2016 - Presente |

### Selección nacional
Representó a Samoa en la Copa de las Naciones de la OFC 2012 y 2016.